# Lubiewo (gmina)
Lubiewo – gmina wiejska w Polsce położona w województwie kujawsko-pomorskim, w powiecie tucholskim, utworzona 1 stycznia 1973 i nawiązująca terytorialnie do istniejącej od 1 sierpnia 1934 do 1954 gminy Bysław.
W latach 1975–1998 gmina administracyjnie należała do województwa bydgoskiego. Do 1954 r. gmina Bysław.
Siedziba gminy to Lubiewo.
Według danych z 30 czerwca 2004 zamieszkiwało ją 5651 osób. Natomiast według danych z 31 grudnia 2017 roku gminę zamieszkiwały 5944 osoby.
Według danych z 31 grudnia 2019 roku gminę zamieszkiwało 5981 osób.

## Struktura powierzchni
Według danych z roku 2005 gmina Lubiewo ma obszar 162,8 km², w tym:
- użytki rolne: 49%,
- użytki leśne: 41%.

Gmina stanowi 15,14% powierzchni powiatu.

## Ochrona przyrody
Na terenie gminy w latach 1996–2017 był zlokalizowany rezerwat przyrody Czapliniec Koźliny chroniący kolonię czapli siwej.

## Demografia

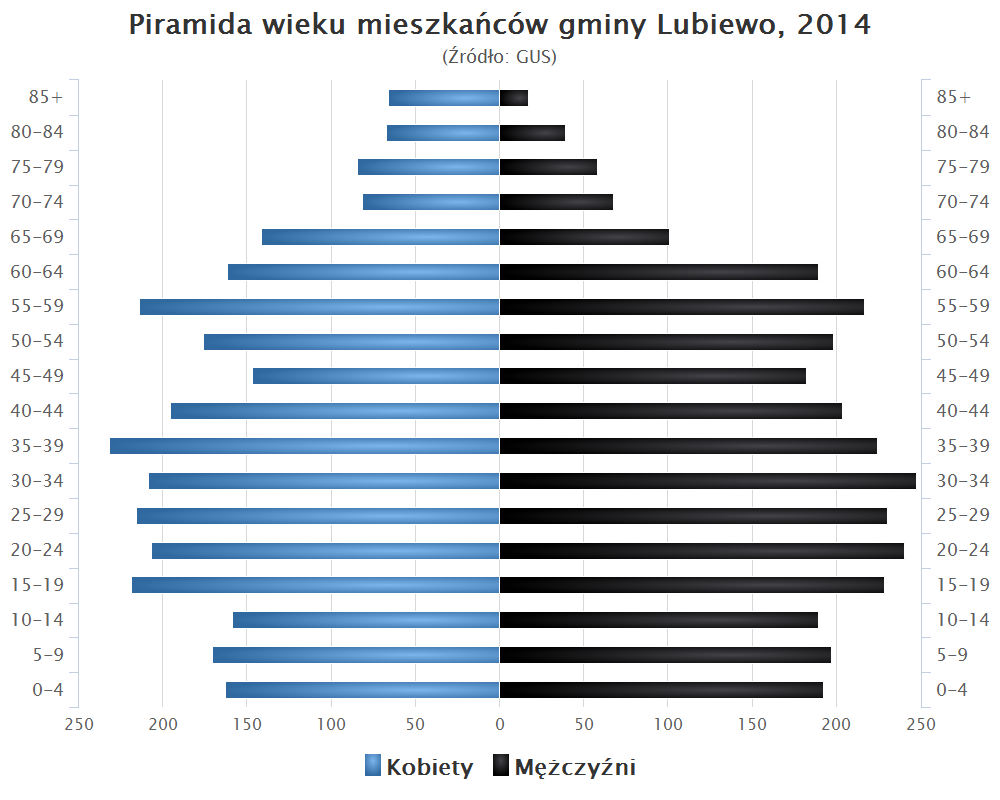
Piramida wieku mieszkańców gminy Lubiewo w 2014 roku

Dane z 30 czerwca 2004:
| Opis                              | Ogółem | Ogółem | Kobiety | Kobiety | Mężczyźni | Mężczyźni |
| --------------------------------- | ------ | ------ | ------- | ------- | --------- | --------- |
| jednostka                         | osób   | %      | osób    | %       | osób      | %         |
| populacja                         | 5651   | 100    | 2763    | 48,9    | 2888      | 51,1      |
| gęstość zaludnienia (mieszk./km²) | 34,7   | 34,7   | 17      | 17      | 17,7      | 17,7      |

## Zabytki
Wykaz zarejestrowanych zabytków nieruchomych na terenie gminy:
- Zespół kościelny parafii pod wezwaniem Przemienienia Pańskiego w Bysławiu, obejmujący: kościół z lat 1886-1888; cmentarz przykościelny; murowane ogrodzenie, nr A/859/1-3 z 18.04.1995 roku.
- Kościół klasztorny benedyktynek, obecnie parafii pod wezwaniem św. Wawrzyńca, z aneksem klasztornym 1622 roku w Bysławku, nr A/767/1-2 z 13.07.1936 roku.

## Sołectwa
Bysław, Bysławek, Cierplewo, Klonowo, Lubiewice, Lubiewo, Minikowo, Płazowo, Sucha, Trutnowo, Wełpin.

## Pozostałe miejscowości
Bruchniewo, Brukniewo, Koźliny, Sokole-Kuźnica, Szumiąca, Szyszkówka, Teolog, Wandowo, Wielonek, Zamrza, Zamrzenica, Płazowo.

## Sąsiednie gminy
Cekcyn, Gostycyn, Koronowo, Świekatowo.